# أورياك
أوريَّاك  (بالفرنسية: Aurillac) و (الأوكستانية: Orlhac)، هي مدينة فرنسية تقع في وسط جبال الكتلة المركزية أو ما يُسمَّى بالفرنسية الـ (ماسيف سنترال)، وتقع أورياك في محافظة كانتال، في المنطقة الإدارية الأكبر أوفيرن-رون ألب.
هي العاصمة التاريخية لأوت أوفرن، لكن المقعد الأسقفي موجود في سان فلور.

## الاسم
كان قد كُتِب اسم أورياك لفترة طويلة كـ: Orlhac بمعنى نثرات الذهب التي تُجنى من مياه نهر جاردان.
أما اسم أورياك فهو غالو روماني يتألف من اسم المالك يتبعه لاحقة اللاتيني -ac، التي يرجع تاريخها إلى وقت إصلاح السجل العقاري وتعني «ملكية أوريليوس».

## الجغرافيا

مو قع أورياك ويبدو باللون الأزرق الفاتح

تقع أورياك على ارتفاع متوسط من 680 متراً، عند سفح جبال كانتال في حوض رسوبي صغير. بنيت المدينة على ضفاف نهر جوردان، أحد روافد نهر سير الذي يتدفق في الجوار. يخدِّمُها 122 طريق وطني وخط سكك حديد.
ترتبط أوريلاك بباريس برحلتين يومياً بواسطة شركة طيران، كما يمر قربها طريق سريع.

## المناخ

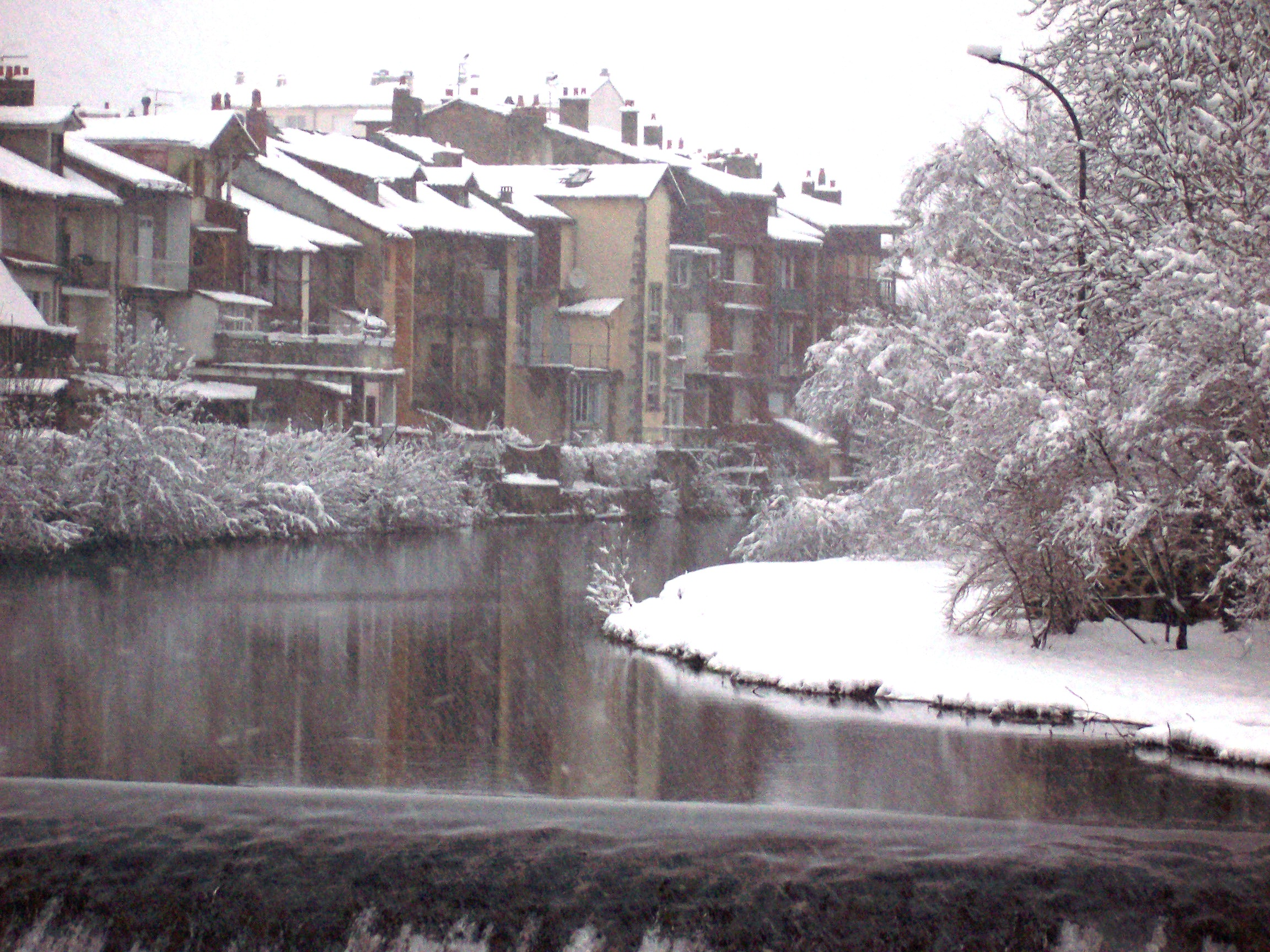
الثلج في أورياك

تعتبر هذه المدينة كأبرد مدينة في فرنسا وعادة ما تكون مثاراً للدعابة من قبل وسائل الإعلام بسبب احتلالها الدائم لأقل درجات حرارة خلال الشتاء.
المناخ هو نوع من محيطي متدهور. متوسّط هطول الأمطار 1200 ملم سنويا، ولكن نظراً لبعد المسافة من البحر يسيطر عليها مناخ جبلي ودرجات الحرارة في فصل الشتاء منخفضة جداً. وهي مدينة باردة في الصباح، كما أنها تحتل المرتبة 17 كواحدة من أكثر المدن المشمسة في فرنسا. شهدت مدينة أوفيرني القريبة ما يعادل 2084 ساعة من أشعة الشمس في العام بين عامي 1970 و 2000. ونظراً لموقعها الجغرافي فإن أورياك هي في الغالب البلدة الجبلية الوحيدة التي يتم عرضها بانتظام على خرائط الطقس الوطنية. في فصل الشتاء، تنخفض درجة الحرارة بانتظام إلى أقل من -10 درجة مئوية، وبمعدل 70 يومًا مع الصقيع.

## التاريخ
لا يعرف تاريخ المدينة إلا اعتباراً من عام 856، سنة ولادة الكونت جيرو دو أورياك، في القلعة التي كان والده اللورد يدعى أيضا جيرود. وفيها دير أعيد بناؤه في القرن الحادي عشر، حيث درس جيربرت، أول بابا فرنسي باسم سيلفيستر الثاني.
قبل الثورة، كانت أورياك عاصمة أوت-أوفيرني. وفي 1790 عندما تم إنشاء الإدارات وبعد فترة من التناوب مع سانت فلور، أصبحت أورياك عاصمة كانتال.
سارع وصول السكك الحديدية في عام 1866 بتطوير المدينة.
في أول تعداد سكاني، في 1759، كان تعداد السكان أورياك 6,268 نسمة، أما الآن فهو حوالي 25,000 نسمة.

## المهرجانات

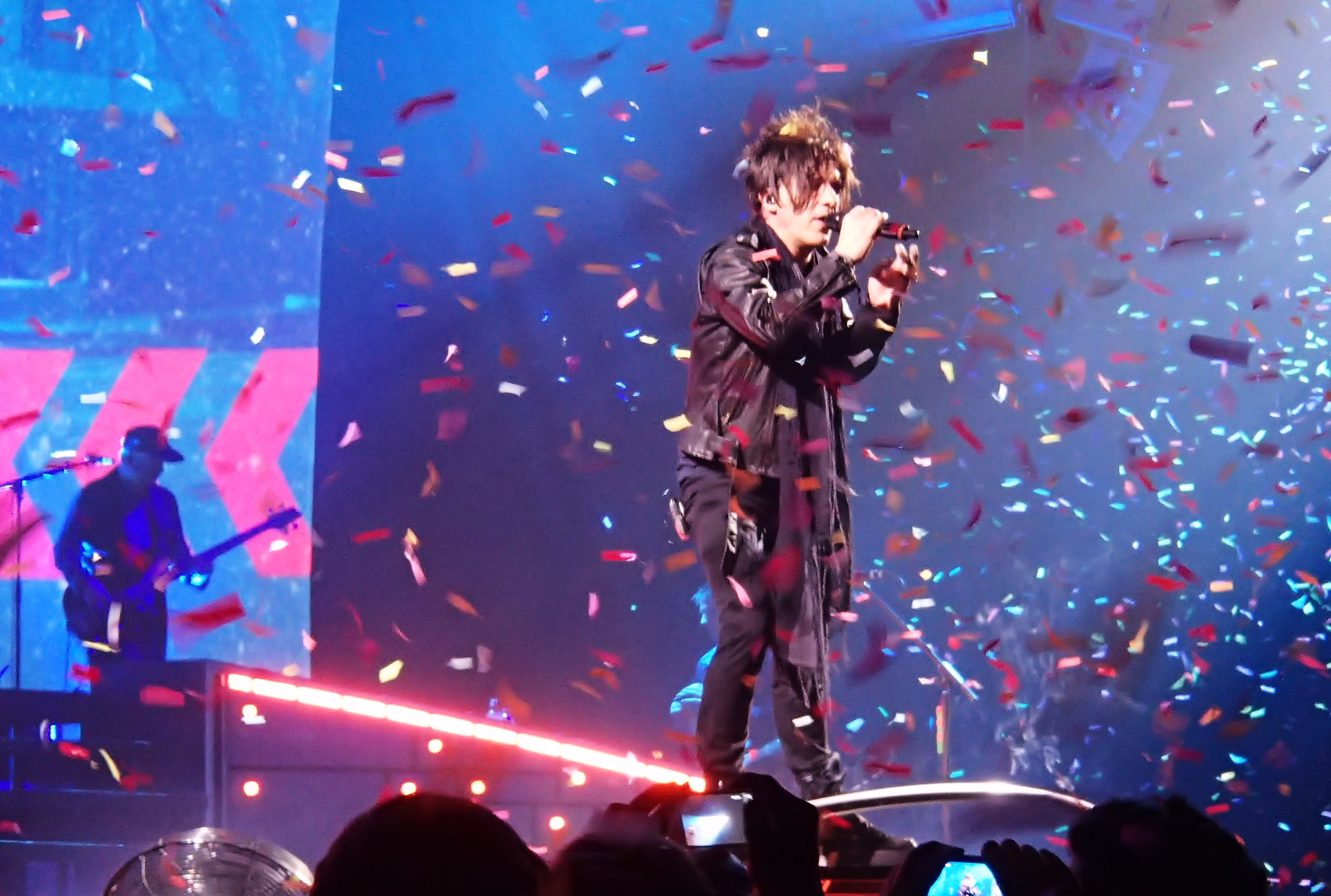
حفلة في أورياك

- يُقام مهرجان أورياك (المهرجان الدولي لمسرح الشارع أورياك)، وهو مهرجان لمدة أربعة أيام، كل عام منذ عام 1986 في نهاية شهر آب / أغسطس، ويسبق المهرجان فترة «تمهيد» (عادة أوائل آب /أغسطس)، قبل المهرجان حيث يكون هناك عروض الشوارع في جميع أنحاء إقليم كانتال (وأحيانا حتى في كوريز) بدعم من جمعية «تألق». وفي عام 2008 افتتح أول «جامعة لفنون الشوارع».
- مهرجان الأوروبيون ذوو الذوق لمدة ثلاثة أيام في حزيران / يونيو، وهو مهرجان تذوق وثقافة يتم من خلاله منح العديد من الجوائز حيث يتم تنظيم دروس الطبخ (موضوعات مختلفة كل عام مثلا في عام 2008 كان الموضوع: الطعام البطيء) يقدمه كبار الطهاة ومشاركة الوصفات بين رواد المهرجان.
- مسرح أورياك.
- في عام 2007 تم إحياء مهرجان رقص أورياك، والمرة الأولى كان بعنوان 36 ساعة من أورياك، مع معزوفات منفردة وقطع الرقص الصغيرة.